# 반짝반짝 해피★ 열려라! 코코밍
《반짝반짝 해피★ 열려라! 코코밍》(일본어: キラキラ ハッピー★ ひらけ! ここたま 키라키라 핫피★ 히라케! 코코타마[*])/반짝반짝 해피★ 열려라! 코코타마는 반다이에 의한 여아용 하우스 인형 장난감을 소재로 한 "코코밍 시리즈"의 제2편. 2018년 9월 6일부터 2019년 9월 26일까지 TV 도쿄 계열에서 방송했던 TV 애니메이션이다.

## 개요
전작인 비밀♥비밀의 에그엔젤 코코밍에 이은 여아용 하우스 인형 완구 "코코타마 시리즈" 제2탄이다.2018년 6월 7일에 개최된 도쿄 장난감 쇼 2018에서 선행 발표된다..

## 등장인물

### 계약자
호시노가와 하루카 (일본어: 星ノ川はるか) / 하루나
성우 - 타카하시 미나미/강은애
본작의 주인공. 물건을 소중히 여기는 초등학교 5학년 여자아이. 착한 마음의 소유자이기도 한다. 사쿠라/벚꽃 마을에서 살고 있으며, 사쿠라/벚꽃 초등학교에 다니고 있다. 생일은 7월 7일. 어느 날, 자신의 벚꽃 리본에서 태어난 코코타마/코코밍인 리본과의 만남을 통해 이상한 열쇠를 손에 넣게 된다. 달걀이 열쇠로 되어 달걀에 몸을 숨기지 못하게 된 리본을 위해 외출 콤팩트를 만들어 줄 정도로 손재주는 있지만, 정작 공부 실력(특히 수학)은 좋지 않은 편이다.
호시노가와 미도리 (일본어: 星ノ川みどり) 
성우 - 유즈키 료카/여윤미
하루카/하루나의 어머니.
호시노가와 츄우 (일본어: 星ノ川宙) 
성우 - 카와다 신지/ 김현욱
하루카/하호시노가와 아버지.
호시노가와 긴조 (일본어: 星ノ川銀造) 
성우 - 소노베 케이이치/ 리규창
하루카/하루나의 할아버지. 이야기 초반에만 등장. 세계를 여행하고있다. 앤티크 숍 사쿠라에서 일하고 있었으나 요즘엔 손녀인 하루카/하루나가 가게를 보고있다.
29화에서 일시 귀가하고 사쿠라 마치 마모리대 활동 실패로 급락한 하루카를 격려했다.
히다카 아오이 (일본어: 日高 あおい) / 조아라
성우 - 무카이 리부/배정미
하루카/하루나의 친한 친구.
4인조 록 밴드 『Buu♡hu』의 팬이다.
이름의 뜻은 "푸르다".
모치즈기 미쿠 (일본어: 望月 みく) / 미래
성우 - 나나세 아야카/배주영
아오이와 마찬가지로 하루카/하루나의 친한 친구.
우등생으로 안경을 쓰고 있다. 애니메이션을 좋아한다. 그중 "매지컬 소녀 키라미 짱"을 좋아한다.
머리스타일은 단발.
마에하라 이노리 (일본어: 前原 いのり) / 노아
성우 - 에구치 나코
"친구의 소중한 편지가 발견되게 해주세요"가 소원.
카게우라 (일본어: 影浦) 
성우 - 네야 미치코
앤티크 숍 SAKURA의 단골 고객인 점쟁이. 앤티크 숍 SAKURA에 뭔가 수상한 점이 있다고 직감하고 있다.
에레누 (일본어: エレーヌ) / 수상
성우 - 무라세 미치요
카게우라의 애완동물인 앵무새. "あやし[아야시](수상하다)"가 말버릇.
이시이 마도카 (일본어: いしい まどか) / 도희
성우 - 쿠온 에리사
사쿠라 마을 3번가의 메밀 국수집 아이. 만화를 좋아하지만, 겁이 많은 아이로 추정된다. 요괴가 나오는 만화를 보고 잠을 못 잤지만, 필로/쿠우밍 덕분에 잘 자게 되었다. "요괴가 나오는 만화를 보고 잠을 못잡니다. 잠을 잘 자게 해주세요"가 소원.
토쿠시마 히비키 (일본어: とくしま ひびき) / 효민
성우 - 코가 아오이/배정미
초등학교 2학년으로 만 8살. 하루카/하루나와 같은 초등학교에 다니고 있다. 운동에 소질이 있다. "켄다마가 잘되게 해주세요"가 소원.
미츠하시 코즈에 (일본어: 三ツ橋 こずえ) / 장미
성우 - 모치다 히마리
꽃집의 점원. 이름은 5화에서 공개되었다. "큰엄마께 좋은 선물을 찾게 해주세요"가 소원.
사사키 마사토/민호
성우 - 아오야마 레이나
교사로 추정된다. "내일 수업 때 좋은 활약을 보여줄 수 있게 해주세요"가 소원.
미야타니 스미레&미야타니 사츠키 (일본어: 宮谷 すみれ＆宮谷 さつき) / 최수지&최철수
성우 - 스가누마 치사(스미레)&사모토 유우(사츠키)
자매. 싸움만 하고 있었지만, 루비/루비밍 덕분에 화해했다. "고모와 함께 있는 방은 싫어요. 제 전용 방을 만들면 좋겠어요"가 소원.
오바타 츠바사 (일본어: 小畑 つばさ) / 한세훈
성우 - 이와하시 타쿠야, 나나세 아야카(어린 시절)
사쿠라 마을에서 사는 삼촌. "버섯을 많이 채취하고 싶어요"가 소원.
오바타 후쿠코 (일본어: 小畑 ふく子) 
성우 - 하라시마 코즈에
츠바사의 할머니.
키리시마 유이 (일본어: きりしま ゆい) 
성우 - 무카이 리부
미도리의 친구의 큰아빠. 현재는 남편과 자녀 3식구가 살고 있다. 아이짱이라는 아기를 기르고 있다. "아이짱이 웃게 해주세요"가 소원.
코다이라 스스무 (일본어: 小平 すすむ) 
성우 - 히로마츠 세리카
야채 가게에 살고 있는 아이. 가지를 싫어하고 있었지만, 판토니오/프라이밍이 만든 가지 요리를 먹고 좋아하게 되었다. "가지가 없는 행성에 가고 싶어요"가 소원.
마스터 (일본어: マスター) 
성우 - 히라노 토시타카
은조의 친구로 다방 주인. 개점 40주년에 맞추어 다방을 닫고 라면집에 옮겼다.
요시카와 스즈나 (일본어: 吉川 すずな) 
성우 - 모치다 히마리
레스토랑 요리사의 딸. 아저씨가 만든 스페셜 햄버거 레시피가 몰라서 요리에서 멀어지고 있었지만, 조미료가 간장인 것을 느끼고 햄버거를 완성시켜서 식당의 요리사가 되는 꿈을 갖게 됐다.
오조라 스바루 (일본어: おおぞら すばる) 
성우 - 나나세 아야카
13화에서 등장한 여자 아이. 아기 고양이를 기르고 있다. "내 아기 고양이가 행복해지길 바래요"가 소원.
사이토 리오나 (일본어: 斎藤莉桜奈) 
성우 - 타자와 마스미
"내일은 운명의 날이에요. 잘되게 해주세요"가 소원.
토미나가 마리나 (일본어: とみなが まりな) 
성우 - 소라미 유키
소심한 성격으로 추정된다. "친구를 사귀게 해주세요"가 소원.
오이카와 야스시 (일본어: 及川 やすし) 
성우 - 아오야마 레이나
"좋은 경치가 발견되길"이 소원.

### 코코밍

#### 주요 코코밍들
리본 (일본어: リボン) 
성우 - 미나세 이노리/리재현
성별: 여(♀)
리본 코코밍. 1화 첫등장. 하루카/하루나의 벛꽃 리본에서 태어났다. 밝고 명랑하고 무엇이든 열심히지만 조금 덜렁이. 다른 코코밍들과 다르게 몸을 달걀에 숨길 수 없다. 그 이유는 달걀이 열쇠로 변했기 때문이다.
처음 먹은 음식은 젤리이며 좋아하는 음식도 젤리이다.
팬티 마크는 체리. 벚꽃의 영단어 체리 블러썸의 체리에서 따온 듯 하다.
이름의 유래는 한일공동 리본.
본명은 "싱글벙글의 벛꽃 리본의 신/방긋방긋 벚꽃 리본의 엔젤"
마법은 생긋 웃게 해준다. 코코밍 마법은 코콘 포이포이 코코타마! 리본으로 스마일 생긋생긋~!(ここんぽいぽい ここつたま! リボンでスマイルにっこにこ~!)/코코 뿌잉뿌잉 코코코밍 리본으로 스마일 방긋방긋.
필로 (일본어: ピロー) / 쿠우밍
성우 - 이세 마리야/배정미
성별: 남(♂)
베개 코코밍. 2화 첫등장. 태평한 성격으로 매일 잠만 잔다.
팬티 마크는 달.
이름의 유래는 일본 베개의 영단어 필로, 한국 코고는 소리.
본명은 "쿨쿨쿨의 새근새근 삐~의 신"
마법은 멋진 꿈을 꿀 수 있게 해준다. 코코밍 마법은 코콘 포이포이 코코타마! 구스카피스카 필로필로!(ここんぽいぽい ここつたま! グスカピスカピロピーロ!)/코코 뿌잉뿌잉 코코코밍 쿨쿨 새근새근 꿈나라로.
챠코 (일본어: ちゃこ) / 티프밍
성우 - 이와이 에미리/배주영
성별: 여(♀)
컵 코코밍. 3화 첫등장. 당황쟁이에다 걱정이 많다. 컵 코코밍이라 그런지 전작의 모구탄/포포밍처럼 먹보이다.
팬티 마크는 꽃. 꽃차에서 따온 듯하다.
이름의 유래는 일본 おちゃ[오챠](차)+子[코], 한국 차의 영단어 티(tea).
본명은 "챠챠챠 꿀꺽 먹겠습니다의 신"
마법은 문득 릴랙스하게 해준다. 코코밍 마법은 코콘 포이포이 코코타마! 문득 한숨 돌림 챠챠챠노챠!(ここんぽいぽい ここつたま! ほっとひといきちゃちゃちゃのちゃ!)/코코 뿌잉뿌잉 코코코밍 편하게 릴렉스 챠챠챠란챠.
루비 (일본어: ルビー) / 루비밍
성우 - 시마무라 유우/여윤미
성별: 여(♀)
반지 코코밍. 5화 첫등장.
부드러운 성격에다 깔끔하다. 피아노를 좋아해서 자주 연주하고 있다. 사실은 하루카/하루나가 전설의 코코타마 계약자/코코밍 계악자가 되기 1년 전부터 활동했다.
팬티 마크는 보석.
이름의 유래는 한일공동 보석 종류 중 하나인 루비.
마법은 반짝 아름답게 해준다. 코코밍 마법은 "코콘 포이포이 코콧타마! 큐큣하고 반짝 뷰티풀!(ここんぽいぽい ここつたま! きゅきゅっとピカッとビューティフル!)/코코 뿌잉뿌잉 코코코밍! 뽀드득 반짝 뷰티풀!"
마루메 (일본어: マルメ) / 동그리밍
성우 - 토요사키 아키/민아
성별: 남(♂)
안경 코코타밍. 6화 첫등장.
공부와 발명이 특기. 전작의 오샤키/지니밍처럼 아는 것이 많다. 정작 운동에는 약하다.
수리부엉이 모습을 하고있다.
이름의 유래는 일본 동그란 안경을 뜻하는 まるめがね(마루메가네), 한국 동그랗다.
본명은 "번뜩 번쩍이는 동글한 안경으로 해결해볼게, 동그라미의 신"
마법은 좋은 아이디어를 떠오르게 해준다. 코코밍 마법은 "코콘 포이포이 코콧타마! 빙글빙글빙글 번뜩인다~!(ここんぽいぽい ここつたま! まるまるまるっとヒラメーク!)/코코 뿌잉뿌잉 코코코밍! 동글동글 동그르르 떠올라라~!"
판토니오 (일본어: パントニオ) / 프라이밍
성우 - 카네미츠 노부아키/리규창
성별: 남(♂)
프라이팬 코코밍. 10화 첫등장.
호쾌하고 남자답다. 요리와 노래를 좋아해서 요리하면서 노래를 부른다. 레스토랑에서 요리사를 돕고있다. 전작의 모구탄/포포밍처럼 요리를 잘한다.
12화부터 코코타마 레스토랑의 요리사가 됐다.
사자 모습을 하고있다.
이름의 유래는 일본 프라이팬(판)+안토니오, 한국 프라이팬.
팬티 마크는 숟가락과 포크.
마법은 맛있는 음식을 먹을 수 있게 해준다. 코코밍 마법은 "코콘 포이포이 코콧타마! 참으로 판토니오～! 맛있다!(ここんぽいぽい ここつたま! ほんとに パントニオー! うまい！)/코코 뿌잉뿌잉 코코코밍! 정말로 진짜로 Umm Delicious!"
오죠우 (일본어: おジョウ) / 비비밍
성우 - 카카즈 유미/김하루
성별: 여(♀)
물뿌리개 코코밍. 8화 첫등장.
말할 때 사투리를 섞어쓴다. 말버릇은 ~죠(~じょ)/비. 아기처럼 생겼지만, 아기가 아니다. 동물의 마음을 읽을 수 있다. 순수하고 조금 눈물이 많은 편. 물뿌리개가 물을 뿌리는 것을 묘사해서 그런 듯. 흙 속에서 자는 것을 좋아한다.
이름의 유래는 일본 じょうろ[죠우로](물뿌리개), 한국 생김새.
꿀벌 모양을 닮았다.
팬티 마크는 새싹.
본명은 "물뿌리개로 살짝 쑥쑥 터지는 신"
코코밍 마법은  "코콘 포이포이 코콧타마! 죠죠죠 쑥쑥 피어난다 죠~!(ここんぽいぽい ここったま! ジョジョジョ すくすく さくんだジョー!)/코코 뿌잉뿌잉 코코코밍! 쪼르륵 쑥쑥 자라나라 비~!"
랑닌 (일본어: らんにん) / 러닝밍
성우 - 코다이라 유우키/우정신
성별: 남(♂)
닌자 코코밍이자 운동화의 코코밍. 23화 첫등장
모처럼의 뜨겁고, 운동이 특기.
팬티 마크는 달려나가는 연기 이펙트.
둔갑술을 자주 쓰지만 숨은 몸은 엉덩이만 나올뿐이다.
이름의 유래는 run+닌자.
코코밍 마법은 "코콘 포이포이 코콧타마! 인법! 야호! 슈타타타타!(ここんぽいぽい ここったま! ニンポウ! ヤッホー! シュタタタター!)"
아메리 (일본어: アメリ) / 레이밍
성별: 여(♀)
성우 - 히다카 리나/장예나
우산 코코밍. 26화 첫등장.
팬티 마크는 빗방울, 이미지 컬러는 청록색.
원래는 솔직한 성격이지만 남들 앞에서는 솔직하게 되지 못하고 무뚝뚝한 성격. 주위의 코코밍들(특히 랑닌)이 비를 싫어했기 때문에 랑닌들에 대한 엄한 태도로 접하고 있었지만, 후에 코코타마 활동을 통해서 화해하고 있다. 한편 멀리와 비의 말이 생길 때에는 기쁜 나머지 울어 버리는 등 감동하기 쉬운 일면도 있다.
이름의 유래는 일본은 あめ[아메]. あめ는 비, 사탕으로 뜻이 2개지만 여기서는 비. 한국은 비의 영단어 rain.
코코밍 마법은 코콘 포이포이 코콧타마! 비오는 날과 맑은 날에 빙글빙글!(ここんぽいぽいここったま！ アメノヒ ハレノヒ クルクルリン！)
닛키 (일본어: ニッキー) / 모리밍
성별: 여(♀)
성우 - 엔도 아야/여윤미
미래에서 온 코코밍이자 일기장의 코코밍. 31화 첫등장.
냉정침착하고 진지한 성격.
이름의 유래는 にき[니키](일기)지만, 여기서는 가타가나로 표기된다.
팬티 마크는 날개 모양의 펜.
코코밍 마법은 "코콘 포이포이 코콧타마! 일기~ 메모리~ 다이어리~(ここんぽいぽい ここったま! ニッキー メモリー ダイアリー)"

#### 기타 코코밍들
스코프 (일본어: スコープ) / 스코밍
성우 - 키쿠치 코코로/김채하
성별: 남(♂)
망원경 코코밍. 13화 첫등장. 우주를 여행한다는 꿈을 가지고 있으며, 주인 할아버지의 심부름을 하기 때문에 각 마을을 여행하고 있다.
쿨하고 착실한 아이로, 여행과 하늘을 사랑하는 코코밍. 머리에 항상 고글을 차고 다닌다.
제14화 A파트에서 한번만 코코밍 캐슬을 들렀다가 하룻밤에 떠났다. 제30화에도, 리본들에게 협력하고 있다"/>그 후 제40화에서 정식으로 코코밍 타운에 머물게 된다.
이름의 유래는 망원경의 영단어 텔레스코프.
팬티 마크는 별.
코코밍 마법은 "코콘 포이포이 코콧타마! 룩킹 스코프 줌 인!(ここんぽいぽい ここったま! るっきんスコープ ズームイン!)/코코 뿌잉뿌잉 코코코밍! 렌즈를 보자 줌 인!"
타키시 (일본어: タキッシー) / 블레밍 & 도레시 (일본어: ドレッシー) / 레블밍
성우 - 사나다 아사미/민아(타키시) 유즈키 료카/배정미(도레시)
성별: 타키시는 남(♂), 도레시는 여(♀)
타키시는 턱시도, 도레시는 드레스 코코밍. 15화 첫등장. 전작의 노라타마 트리오/도리밍 트리오처럼 리본 일행의 라이벌 코코타마.
핫피스타/해피스타를 훔치고있다. 타킷시는 장난꾸러기에 거짓말쟁이, 도렛시는 제멋대로에 교활한 아이. 웃음소리는 웃싯시. 흉내내기가 특기.
팬티 마크는 가면.
마법은 둘이서 같이 쓴다. 코코밍 마법은 코콘 포이포이 코콧타마! 웃싯시의 대변신! (ここんぽいぽいここったま！ うっしっし~の 大変身！)
패트롤 (일본어: パトル) / 폴리밍
성우 - 우라와 메구미/강은애
성별: 남(♂)
경찰차 코코타마. 15화 첫등장.
핫피스타를 훔치는 타키시와 도레시를 잡고있다.
정의감이 강한 열혈한이지만, 속기 쉬운 성격.
경찰견의 모습을 하고 있다. 32화에서 두 사람을 쫓고 코코밍 타운을 찾아 코코밍 타운의 경비와 타키시와 드레시의 검거 때문에 여기 타마 타운에 머물게 됐다.
팬티 마크는 경적 소리.
이름의 유래는 순찰의 영단어 패트롤.
코코밍 마법은 "코콘 포이포이 코콧타마! 기다려라! 체포! 패트롤!(ここんぽいぽい ここったま! まてまて! たいほう! パトロール!)"
츠 (일본어: ツー) / 블ㆍ미 (일본어: ミー) / 로ㆍ키 (일본어: キー) / 기
성우 - 나나세 아야카/여윤미, 김하루, 민아
성별: 츠와 키는 여(♀), 미는 남(♂)
쌓기나무의 코코밍. 18화 첫등장. 전작의 니코리/베이밍처럼 아기 코코밍. 츠/블는 긍정적, 미/로는 울보, 키/기는 다혈질으로 성격이 다양하다.
자기 이름 빼고는 옹알이밖에 못한다. 이 때문에 마법도 옹알이로 외친다. 22화에서 코코타마 클리닉의 조수가 됐다.
팬티 마크는 하트와 동그라미(츠), 하트와 세모(미), 하트와 네모(키).
이름의 유래는 일본 つみき[츠미키](쌓기나무) 한국 블록. 여기서는 가타가나로 표기된다.
도쿠도쿠타 (일본어: ドクドクター) / 닥터밍
성우 - 하마조에 신야/김현욱
성별: 남(♂)
청진기의 코코밍. 20화 첫등장.
로큰롤 음악을 좋아해서 감정이 고조되면 로큰롤 가수 연기를 선보인다. 경박하지만 넉살이 좋은 성격.
제21화 코코타마 클리닉의 전속 의사가 되었다.
팬티 마크는 심장의 고동.
이름의 유래는 심장의 고동 소리의 どくどく[도쿠도쿠]+의사의 영단어 닥터.
코코밍 마법은 코콘 포이포이 코콧타마! 콸콸 새긴다 영혼에 비트~! (ここんぽいぽいここったま！ドクドク きざむぜ ソウルにビート！)
나츄 (일본어: ナーチュ) / 츄사밍
성우 - 아이카와 리카코/우정신
성별: 여(♀️)
주사기 코코밍. 20화 첫등장.
냉정하고 쿨한 성격. 도쿠도쿠타와 마찬가지로 록을 좋아한다. 록을 부를 때나 츠ㆍ미ㆍ키/블ㆍ로ㆍ기를 볼 때는 성격이 180도 바뀐다. 도쿠도쿠타와 같은 진료소 출신이어서 당초에는 진료에 대한 겨루기가 많았었다.
도쿠도쿠타와 마찬가지로 제21화 코코타마 클리닉의 전속 의사가 되었다.
이름의 유래는 간호사의 영단어 너스.
코코밍 마법은 코콘 포이포이 코콧타마! 나츄의 일 츄츄츄! (ここんぽいぽいここったま！ ナーチュのお仕事 チュッチュッチューッ！)
게쵸무 (일본어: ゲッチョム) / 게쵸밍
성우 - 미나모토 료/배주영
성별: 남(♂)
유원지의 아케이드 게임에서 태어난 게임의 코코밍. 말버릇은 "~피(~ぴ)".
팬티 마크는 선물상자. 이미지 컬러는 보라색과 흰색.
태어난 곳의 유원지가 폐원한 뒤에는 여러가지 거리를 여행하고 있었다. 여행 도중에서 만난 스코프에게 사쿠라 마을의 이야기를 듣고 사쿠라 마을을 방문했다.
신나는 성격에서 코코밍 활동에 지친 하루카/루나 일행을 게임으로 즐겁게 했다.
언제나 밝고 명랑하고, 축하하는 날을 좋아한다.
곰 모습을 하고 있다.
이름의 유래는 게임.
코코밍 마법은 "코콘 포이포이 코콧타마! 굿잡 게쵸무 해피피!(ここんぽいぽい ここったま! グッジョブ ゲッチョム はっぴっぴー!)"
티아 (일본어: ティア) / 프리밍
성별: 여(♀)
성우 - 나나세 아야카/여윤미
티아라 코코밍.
팬티 마크는 왕관.
대범하고 유연한 성격의 공주 코코타마. 외국에서 살다 왔다.
코코밍 마법은 코콘 포이포이 코콧타마! 샤랄라 티아라 프린세스! (ここんぽいぽいここったま！ シャランラン ティアラ プリンセス！)
세바스찬
성우 - 카와다 신지/김현욱
성별: 남(♂)
35화 첫등장. 무엇의 코코밍인지 불명이며, 양을 모티브로 한 집사 코코밍이다.
외국에서 살다가 외국으로 다시 가버렸다.
팬티 마크는 종.
마인 (일본어: マイン) / 마이밍
성우 - 아이자와 마이/손선영
성별: 여(♀)
마이크 코코밍로, 아이돌 코코밍.
온과 오프가 격렬하다. 팬티 마크는 음표.
아이돌을 목표로 하고있다. 아이돌 모드의 전환에서는 눈의 크기가 바뀐다. 또한 아이돌 모드가 오프 때는 타킷시과 도레시를 제외한 대부분의 코코밍들이 그녀가 마인 본인이라고 인식 못한다.
파샤리 (일본어: パシャリ) / 포토밍
성우 - 카나다 아키/우정신
성별: 여(♀)
카메라 코코타마. 특종을 좋아하며, 언제나 카메라를 가지고 다닌다. 이름의 유래는 파샷(카메라 셔터소리)
펜네 (일본어: ペンネ) / 펜밍
성우 - 나나세 아야카
성별: 남(♂)
만년필에서 태어난 코코밍.
팬티 마크는 잉크. 눈동자의 색깔은 파란색.
마루메/동그리밍의 옛 친구에서 벚꽃 마을이 활력을 잃은 것으로 한번 벚꽃 마을을 떠났으나 파샤리들이 거리에 배포한 코코밍 신문에 의해서 코코밍 타운의 존재를 알거나 피포파들 코코밍들과 함께 벚꽃 마을에 귀환, 마루메/동그라밍과 재회한다.
피포파 (일본어: ピポパ) / 포밍
성우 - 무카이 리부
성별: 여(♀)
전화에서 태어난 코코밍.
팬티 마크는 스피커. 눈동자의 색은 분홍색.
펜네와 마찬가지 마루메/동그리밍의 옛 친구에서 벚꽃 마을이 활력을 잃은 것으로 한번 벚꽃 마을을 떠났으나 파샤리들이 거리에 배포한 코코밍 신문에 의해서 여기 타마 타운의 존재를 알거나 펜네들 코코밍들과 함께 벚꽃 마을에 귀환, 마루메/동그라밍과 재회한다.
카자선인 (일본어: かぎせんにん) / 코코스승
성우 - 토오치카 코이치/김현욱
성별: 남(♂)
여기 또계에 전해지는 전설의 모든 것을 맡은 코코밍.
심포니 (일본어: シンフォニー) 
성우 - 나바타메 히토미/우정신
성별: 여(♀)
코코타마계에 사는 코코밍. 코코밍 캐슬의 기준이 된 오르골에서 태어난 코코밍.
눈동자 색은 파란색과 무지개 빛.
포완 (일본어: ポワン) / 포곤
성우 - 토요사키 아키/배주영
성별: 여(♀)
코코타마계 사는 코코밍. 코코밍 호텔 기준이 된 나이트 램프에서 태어난 코코밍.
눈동자 색깔은 파란색.
케티 (일본어: ケティ) 
성우 - 나나세 아야카/이재현
성별: 여(♀)
코코타마계에 사는 코코밍. 코코밍 레스토랑의 기준이 된 티 포트에서 태어난 코코밍.
눈동자 색깔은 빨강색. 어미에 "~ 해"이라고 붙인다.
키라라 (일본어: キララ) / 트윙클
성우 - 미카미 유리에/우정신
성별: 여(♀)
코코타마계에 사는 코코밍. 코코타마 가게의 기준이 된 보석 상자에서 태어난.
눈동자 색깔은 파란색.
시라베리우스 (일본어: シラベリウス) / 찾아베리우스
성우 - 무카이 리부/김채하
성별: 남(♂)
코코타마계에 사는 코코밍. 코코타마 클리닉의 기준이 된 의학서에서 태어난 코코밍.
눈동자 색은 보라 색. 안경을 걸고 있다.
쟈니 (일본어: ジャーニー) 
성우 - 시마무라 유우/강은애
성별: 남(♂)
코코타마계에 사는 코코밍. 코코타마 버스의 기준이 된 여행 가방에서 태어난 코코밍.
눈동자의 색깔은 파란색.
카친 (일본어: カッチン) / 틱톡
성우 - 아오야마 레이나/배정미
성별: 남(♂)
코코타마계에 사는 코코밍. 코코타마 놀이 공원의 기준이 된 시계에서 태어난 코코밍.
눈동자의 색은 파란 색과 무지개 빛. "캇 각과"가 입버릇.

## 용어
코코타마 타운(ここたまタウン)/코코밍 타운
코코밍의 거리. 28화에서 거의 모든 시설이 만들어졌으며, 29화에 완성했다. 닛키 왈, 인간계와 차단된 코코타마계 대신 코코타마계의 역할을 담당하는 "작은 코코타마계/작은 코코밍 세계"로서의 역할을 한다.
코코타마 캐슬(ここたまキャッスル)/코코밍 캐슬
코코밍들이 거주하는 소형의 성. 원래는 앤티크 숍 SAKURA에 있던 성형의 오르골이었다. 제9화 B파트에서 앞뜰이 새로 생겨났다.
코코타마 호텔(ここたまホテル)/코코밍 호텔
코코타마 캐슬/코코밍 캐슬 옆에 놓인 호텔. 필로가/쿠우밍이 자장가를 부르면 신발형의 침대가 돌아가는데 이상한 힘이 뿌려지면서 조금만 자도 기운이 난다.
코코타마 레스토랑(ここたまレストラン)/코코밍 레스토랑
코코밍들이 이용하는 식당. 원래는 찻집 주인한테 받은 찻주전자 안이었다. 판토니오가/프라이밍이 일하고 있다.
코코타마 가게(ここたまショップ)/코코밍 가게
코코밍들이 이용하는 잡화점. 원래는 은조가 외국에서 멀리 보내온 보석함이었다. 루비가/루비밍이 일하고 있다.
구입하는 제품은 부속의 룰렛으로 결정된다. "스페셜"을 가리키면 한번 더 룰렛을 돌려야 한다.
코코밍 클리닉(ここたまクリニック)/코코밍 클리닉
코코밍들이 이용하는 병원. 원래는 헌책방에 있던 의학서였다.
도쿠도쿠타와/닥터밍과 나츄가/주사밍이 진찰을 한다.
코코타마 버스(ここたまバス)/코코밍 버스
코코밍(주로 랑닌)가 운전하는 버스. 원래는 앤티크 숍 SAKURA에 수용된 여행 가방이었다.
코코밍 계약자 이외의 인간에게는 그저 여행 가방에 밖에 보이지 않는다.
코코타마 유원지(ここたまバス)/코코밍 유원지
코코밍들이 즐길 수있는 유원지. 관람차에 미끄럼틀, 커피컵, 엉덩이 펀칭 기계를 갖추고 있다.
게쵸무가 운행한다.
마법의 달걀(魔法のたまご)
31화 코코타마 타운/코코밍 타운에 등장한 아이템. 음성 기능(성우-무카이 리부)가 붙어 있어 코코타마 타운의 주민을 등록하는 기능이나 코코밍의 마법을 모으고 합체 마법으로 방출하는 기능, 닛키로 통신을 수신하는 기능이 생겼다. 제41화가 닛키가 미래에서 리본들과 함께 나가는 데 사용된다.
제47화로 닛키로 개조되면서 이전에는 6명이 한계였다, 합체 마법이 어느 누구든 통합할 수 있게 되었다. 단 마법을 모으면서 여기 구슬이 교체하는 간격을 3초 이내로 하거나 마법의 말을 3배 큰 소리를 내거나 할 필요가 있다.
신기한 열쇠(フシギなカギ)
하루카/하루나가 소지하고 전설의 코코타마 계약자의 증표인 열쇠. 원래는 리본의 알에서 변화했다.
외출 콤팩트(おでかけコンパクト)
제11화에서 하루카/하루나가 알에 몸을 못 숨기는 리본 때문에 만든 콤팩트. 내부에 의자가 있어 들어가기로 리본의 모습이 눈에 띄기 어려워진다. 장식을 슬라이드 하는 것으로 창문 개폐도 가능. 리본이 알에 몸을 못 숨기는 이유는 처음에는 리본의 달걀이 있었지만 열쇠가 되면서 그녀가 숨을 만한 달걀이 없기 때문이다.
해피 스타(ハッピースター)
마음이 행복하게 되면 그 사람의 마음에서 나오는 별. 해피 스타를 많이 모으면 그 견습 코코밍가 하나의 정식 코코밍이 된다고 한다. 또 코코타마 캐슬을 개입시켜서 벚꽃 마을에 행복의 빛 "해피 샤워"을 뿌리고 있다.

### 기타 용어
사쿠라 마을(桜町)/벚꽃 마을
본작의 무대가 되는 거리. 소원이 이루어지는 벚꽃을 중심으로 번창했지만 이야기 본편의 5년 전에 벚꽃이 안 펴져서 쇠퇴하고 있다. 그러나 실제로는 "마을에 이상이 생기니 벚꽃이 필 수 없게 됐다"것이 진상인 것으로 뒤늦게 밝혀졌다. 닛키에 의하면 마을의 이변의 원인은 "물건을 소중히 하지 않는 사람의 나쁜 마음"에 의한 마이너스 힘이 어떤 원인으로 벚꽃 마을에 유입된 때문이다. 이런 상태가 계속되면 600년 후에는 마을은 쓰레기로 넘쳐서 황폐한다.
앤티크 숍 사쿠라(アンティークショップさくら)/앤티크 하우스
은조가 장사하는 앤티크 숍. 소원 성취 벚꽃의 옆에 있다. 긴조가 여행에 나서면서 현재는 하루카/하루나가 가게를 지키고 있다.
사쿠라쵸 마모리대(桜町まもり隊)/벚꽃마을 수비대
어려서부터 하루카/하루나가 벚꽃 마을을 구하러 은조과 결성하던 팀 이름. 그러나 전 대장의 은조이 여행에 나서면서 현재는 그녀의 코코밍들과 활동을 하고 있다.
당초는 리본, 필로, 챠코 3명과 활동이 많지만 때로는 루비, 마루메 판토니오, 오죠우의 4명(혹은 그 어느 쪽이든)도 가끔 참가하기도 한다. 그리고 나중에 랑닌, 아메리가 겹치면서 그는 닛키도 현대의 사쿠라 마을/벚꽃 마을을 구하고 싶다는 이유로 가입했다.
소원 성취 벚꽃願いが叶う桜)
벚꽃 마을의 중심에 있는 벚꽃 나무. 그 나무의 구멍에 소원을 쓴 편지를 넣으면 소원이 유리하다고 한다. 이야기 본편의 5년 전부터 벚꽃이 피지 못하고 있다. 하루카/하루나의 코코밍들은 이 벚꽃 나무 구멍에서 나오는 편지를 받고 활동하고 있다. 희미하게 의사가 있는데, 하루카들의 코코타마 타운을 만들라고 전했다. 그 목소리는 오직 리본만이 들을 수 있다. 코코타마 타운이 완성되면서 제30화에서 "고맙다, 벚꽃 거리를 부탁했어"이란 말을 남기고 깊은 잠에 빠진다. 또 제31화에서는, 이대로 자면 반년 후에 고사하는 것이 판명되었다. 나중에 벚꽃이 피지 않게 된 이유는 인간계와 코코타마계를 잇는 툴도 있는 벚꽃이 "꽃 피는 힘"을 희생하고 마이너스 힘과 싸우던 때문이고, 뜻밖의 강력한 마이너스 힘으로 힘이 다하고 잠들어 버린 적이 닛키로 설명되어 있다.
마이너스 힘의 나무(マイナスパワーの木)
소원이 이루어지는 벚꽃이 잠든 원인인 마이너스 힘을 발하는 나무. 벚꽃 마을의 소원이 이루어지는 벚꽃에 대항하기 위해 연보랏빛의 벚꽃 나무의 모습을 하고 있다. 주위는 마이너스 힘의 도깨비인데다 본체의 나무도 50명의 코코밍들의 합체 마법이 전혀 먹히지 않을 만큼 막강한 힘을 갖는다.
마이너스 힘의 조각(マイナスパワーのかけら)
마이너스 힘의 나무에서 발생하는 조각으로 연보랏빛의 벚꽃의 꽃잎 모양을 하기 때문"마이너스 힘의 꽃잎"이라고 불리기도 한다. 근처에 있어도 안 좋은 일이 일어나고, 사람이나 사물에 직접 들리면 합체 마법으로 밖에 지우지 못하게 된다. 많은 조각이 모여서 마이너스 힘의 덩어리로 밀려오는 경우도 있다.

## TV 애니메이션
《반짝반짝 해피★ 열려라! 코코밍》(キラキラ ハツピー★ ひらけ! ここたま) 키라키라 핫피★ 히라케! 코코타마[*]→반짝반짝 해피★ 열려라! 코코타마는 2018년 9월 6일부터 2019년 9월 26일 까지 TV 도쿄 계열에서 방송하고 있는 TV 애니메이션이다. 한국에서는 2019년 7월 20일부터 매주 토요일 오후 1시에 디즈니 채널에서 2회 연속 본방송을 한다.
방영 시작 1달 전인 8월에는 특별 방송을 방송했으며, 리본이 선행 출연했다.
전 프로그램이였던에 이어서 미국이 제작을 담당했다.
본편은 기본적으로 1회 한 가지 에피소드로 구성되지만, 이야기에 따라서는 두개의 에피소드로만 구성되기도 한다. 하루카/하루나에 의한 나레이션→OP→제공 크레딧→광고→A 파트→아이 캐치→광고→B 파트→ED→하루카/하루나의 코코밍을 찾아라!→광고→다음화 예고→제공 크레딧의 순서가 된다. 자막 방송을 실시하고 있다.

### 스태프
- 원안 - 반다이
- 연재 - 고단샤「たのしい幼稚園」「おともだち」「おともだちピンク」「たの幼ひめぐみ」
- 기획 - 廣部琢之(TV 도쿄) 카나기 이사오, 아소 카즈히로 → 시바타 쿠니히코, 오쿠노 사토시 사토루, 이노우에 슌지
- 감독 - 아키야마 아키코(제2화-)[주 1]
- 부감독 - 아키야마 토모코
- 각본 - 츠치야 미히치로
- 설정 감수 - 히노 치히로
- 캐릭터 디자인 원안 - 후지와라 유카
- 캐릭터 디자인 - 오오카와 시노부, 쇼우지 야스카즈
- 미술 감독 - 카토 켄지
- 촬영 감독 - 아마다 마사시
- CG 프로듀서 - 콘도 쥰
- 편집 - 고다 요시키
- 음향 프로듀서 - 니시나 타케시
- 음향 감독 - 이이즈카 코이치
- 음악 - 이토 켄, 쿠로다 켄이치
- 음악 프로듀서 - 吉江輝成
- 음악 제작 - 란티스
- 음악 협력 - TV 도쿄 뮤직
- 플래닝 매니저 - 야마다타다시 리코(TV 도쿄), 미즈타니 사야카
- 프로듀서 - 타카하야시요 오스케(TV 도쿄), 히라마츠 유이, 타카하시 토모코, 후루이 나오히코
- 애니메이션 프로듀서 - 요시오카 다이스케
- 애니메이션 제작 - OLM Team YOSHIOKA
- 감독 - 닛타 노리오
- 제작 - TV 도쿄, 코코타마제작위원회

#### 한국어판 스태프
- 우리말 제작 - 더블유사운드
- 우리말 연출 - 이영진
- 믹싱·편집 - 김재혁, 한탁균, MK.Lee
- 우리말 각색 - 김소연, 김아람
- 그래픽 - 송민주

### 주제가

#### 일본판
오프닝 테마
"비밀의 열쇠, 코코타마"(제1화 - 최종화(55))
작사 - 마사키 에리카 / 작곡ㆍ편곡 - Dr.Lilcom / 노래 - 호시노가와 하루카(타카하시 미나미), 리본(미나세 이노리), 필로(이세 마리야), 챠코(이와이 에미리)
제30말부터 일부의 영상이 변경되었다.
최종화에선 엔딩으로 쓰였다.
엔딩 테마
"코코타마를 찾아라! 찾~았다"(제1화 - 제29화)
작사 - 마츠이 요오헤이 / 작곡ㆍ편곡 - 오오타케 토모유키 / 노래 - 마사키 카오루
"코코타마 타운에서 생긋생긋"(제30화 - 제54화)
작사 - 마사키 에리카 / 작곡ㆍ편곡 - no_my / 노래 - ERIKA, 마사키 카오루
포니 캐니온이 운영하는 웹 사이트"rankingbox"상의 인터뷰에서 ERIKA는 애니메이션 본편 뒤의 엔딩 테마에서도 작중의 분위기의 여운을 느끼도록"코코타마 타운에서 생긋생긋★"의 가사를 썼다고 말했다. 마찬가지로 본 악곡을 담당한 마사키는, 작중에 등장하는 코코타마의 판토니오를 의식하고 낮은 키로 수록하고 여기에 ERIKA에 따른 높은 음계의 노랫 소리가 겹쳐진 구성이라고 말했다.

#### 한국판
오프닝 테마
제목 - 코코 뿌잉 뿌잉(제1화 - 최종화(55))
노래 - 강은애(하루나)
특이하게도 이 오프닝은 원곡이 아닌 창작곡으로 쓰였다.
엔딩 테마
1기 제목 - 코코밍을 찾아라! 찾~았다(제1화 - 제29화)
노래 - 이창희
2기 제목 - 코코밍 타운에서 생긋생긋(제30화 - 제54화)
노래 - 손예림, 이창희

### 방영 목록
| 회차       | 제목                                                   | 방송 일자        |
| ---------- | ------------------------------------------------------ | ---------------- |
| 제1회      | 운명의 만남 열려라! 행복의 문이여                      | 2019년 7월 20일  |
| 제2회      | 쿨쿨~ 쿠우밍 탄생!                                     | 2019년 7월 20일  |
| 제3회      | 어머! 티프밍이 태어났어요!                             | 2019년 7월 27일  |
| 제4회      | 손님이 너무 많아요!엄마를 구하라!                      | 2019년 7월 27일  |
| 제5회      | 눈부신 등장! 루비밍이에요                              | 2019년 8월 3일   |
| 제6회      | 오호 동그라밍이 왔다 이거야!                           | 2019년 8월 3일   |
| 제7회      | 코코밍 캐슬의 대소동!                                  | 2019년 8월 10일  |
| 제8회      | 비비밍 반가워, 비!                                     | 2019년 8월 10일  |
| 제9회      | 비비밍이 놀러왔어!아기 웃기기 대작전                   | 2019년 8월 17일  |
| 제10회     | 팡팡 셰프 프라이밍                                     | 2019년 8월 17일  |
| 제11회     | 그림 속 단서를 찾아라!작별이라고 말하지 마!            | 2019년 8월 24일  |
| 제12회     | 코코밍 레스토랑의 팡팡 셰프!                           | 2019년 8월 24일  |
| 제13회     | 티프밍, 레스토랑 알바하다별의 여행자, 스코밍           | 2019년 8월 31일  |
| 제14회     | 코코밍 캠프는 즐거워웃음을 전파하라!                   | 2019년 8월 31일  |
| 제15회     | 블레밍, 레블밍 등장!                                   | 2019년 9월 7일   |
| 제16회     | 엉망진창 코코밍 파티                                   | 2019년 12월 21일 |
| 제17회     | 어서 옵쇼, 손님잘 가, 리본!                            | 2019년 9월 7일   |
| 제18회     | 아기 코코밍 블, 로, 기!                                | 2019년 9월 14일  |
| 제19회     | 코코밍 숍, 오픈!                                       | 2019년 9월 14일  |
| 제20회     | 멋진 의사 코코밍이 찾아왔다!찾는 게 있다면 코코코밍!   | 2019년 9월 21일  |
| 제21회     | 코코밍 클리닉이다 예에~!                               | 2019년 9월 21일  |
| 제22회     | 약은 정말 싫어!디저트를 드셔보세요!                    | 2019년 9월 28일  |
| 제23회     | 후다닥 등장! 러닝밍이라하오                            | 2019년 9월 28일  |
| 제24회     | '블'이 사라졌어!힘내세요, 루나 언니!                   | 2019년 10월 5일  |
| 제25회     | 츄사밍, 엄마가 되다!?달려라, 코코밍 버스!              | 2019년 10월 5일  |
| 제26회     | 비가 주룩주룩, 레이밍이야!                             | 2019년 10월 12일 |
| 제27회     | 리본과 레이밍이 일을 해요!전설의 코코밍 타운           | 2019년 10월 12일 |
| 제28회     | 행복한 코코밍 게쵸밍이다, 피!                          | 2019년 10월 19일 |
| 제29회     | 힘내라! 코코밍 타운 완성                               | 2019년 10월 19일 |
| 제30회     | 웃음가득 코코밍 활동                                   | 2019년 10월 26일 |
| 제31회     | 수수께끼의 달걀이 나타났다!                            | 2019년 10월 26일 |
| 제32회     | 깜짝! 달걀의 비밀거기서! 체포한다 폴리밍               | 2019년 12월 7일  |
| 제33회     | 레이밍과 코코밍 유원지                                 | 2019년 12월 14일 |
| 제34회     | 코코밍 캐슬을 지켜라!                                  | 2019년 12월 21일 |
| 제35회     | 티아라의 엔젤 프리밍예요반딧불이를 찾아라!             | 2019년 12월 28일 |
| 제36회     | 코코밍 타운의 비밀                                     | 2020년 1월 4일   |
| 제37회     | 쿠울쿠울 쌔근쌔근, 자고 싶어!공주님이 되고 싶지 않아!? | 2020년 1월 11일  |
| 제38회     | 코코밍 경찰 24시티프밍과 버럭 할아버지                 | 2020년 1월 18일  |
| 제39회     | 코코벌떡으로 대소동빛나라! 아이돌 코코밍 마이밍        | 2020년 2월 1일   |
| 제40회     | 아이돌 모드 온!목표는! 우주!!                          | 2020년 2월 1일   |
| 제41회     | 모리밍이 왔다!                                         | 2020년 2월 8일   |
| 제42회     | 모리밍의 무사 수행힘을 합쳐라! 엄마의 요리 교실        | 2020년 2월 15일  |
| 제43회     | 루나의 생일 수비대!                                    | 2020년 2월 22일  |
| 제44회     | 찰칵 특종을 잡아라! 포토밍                             | 2020년 2월 29일  |
| 제45회     | 엉덩이 챔피언! 결정전코코밍 전단지를 만들자!           | 2020년 3월 7일   |
| 제46회     | 돌아온 세바스찬비상사태! 루나를 구하라                 | 2020년 3월 14일  |
| 제47회     | 특훈! 합체 마법!대결! 마이너스 파워의 나무             | 2020년 3월 21일  |
| 제48회     | 빼앗긴 코코밍 캐슬어디 있니? 코코밍 세계               | 2020년 3월 28일  |
| 제49회     | 드디어 왔습니다! 코코밍 세계                           | 2020년 4월 4일   |
| 제50회     | 정식 코코밍 VS 벚꽃마을 수비대                         | 2020년 4월 4일   |
| 제51회     | 블,로,기, 마법의 여행으로코코밍 타운이 대혼란!?        | 2019년 8월 29일  |
| 제52회     | 다함께 벛꽃나무 구조대                                 | 2020년 4월 11일  |
| 제53회     | 코코밍 100명 달성?                                     | 2020년 4월 25일  |
| 제54회     | 가라! 벛꽃마을 수비대                                  | 2020년 5월 9일   |
| 최종회(55) | 구하라 벛꽃마을 열려라! 행복의 문이여                  | 2020년 5월 16일  |

### 미니 코너
"코코타마를 찾아라!/코코밍을 찾아라!"가 있는 오프닝에서 열쇠 구멍으로 6명 제29화까지는 리본, 필로, 챠코, 루비, 마루메, 판토니오의 6명, 제30화 이후에는 리본, 필로, 챠코, 랑닌, 아메리, 닛키의 6명. 최근 구슬의안에서어느 한명이 등장하는. 전 프로그램 역시연동 데이터 방송를 지원하고 그 회의 방송 중에 누가 오프닝에 등장했는지, 카운트다운이 끝날 때까지 선택한다. 엔딩 후에 누가 등장했는지, 정답이 발표된다.
제10화 이후, 부정기로 판토니오가 간단한 요리를 소개 하는"オー!ごうかいシェフのコーナー"가 출범했지만, 이는 단기간에 종료했다.

## DVD·CD

### DVD
| 마키 | 수록화 수       | 렌탈 개시일     | DVD-BOX                    | 출처       |
| ---- | --------------- | --------------- | -------------------------- | ---------- |
| 1    | 제1-4화         | 2019년 1월 9일  | Vol.1 2019년 5월 29일 발매 | [ DVD 2 ]  |
| 2    | 제5-8화         | 2019년 2월 6일  | Vol.1 2019년 5월 29일 발매 | [ DVD 3 ]  |
| 3    | 제9-12화        | 2019년 3월 6일  | Vol.1 2019년 5월 29일 발매 | [ DVD 4 ]  |
| 4    | 제13-16화       | 2019년 4월 3일  | Vol.1 2019년 5월 29일 발매 | [ DVD 5 ]  |
| 5    | 제17-20화       | 2019년 5월 8일  | Vol.2 2019년 8월 23일      | [ DVD 7 ]  |
| 6    | 제21-24화       | 2019년 5월 8일  | Vol.2 2019년 8월 23일      | [ DVD 8 ]  |
| 7    | 제25-28화       | 2019년 6월 5일  | Vol.2 2019년 8월 23일      | [ DVD 9 ]  |
| 8    | 제29-32화       | 2019년 7월 3일  | Vol.2 2019년 8월 23일      | [ DVD 10 ] |
| 9    | 제33-36화       | 2019년 8월 2일  | Vol.3 2019년 11월 27일     | [ DVD 12 ] |
| 10   | 제37-40화       | 2019년 9월 4일  | Vol.3 2019년 11월 27일     | [ DVD 13 ] |
| 11   | 제41-44화       | 2019년 10월 2일 | Vol.3 2019년 11월 27일     | [ DVD 14 ] |
| 12   | 제45-48화       | 2019년 11월 6일 | Vol.4 2020년 2월 26일      | [ DVD 16 ] |
| 13   | 제49-51화       | 2019년 12월 4일 | Vol.4 2020년 2월 26일      | [ DVD 17 ] |
| 14   | 제52-최종화(55) | 2019년 12월 4일 | Vol.4 2020년 2월 26일      | [ DVD 18 ] |

DVD에 관한 출처

### CD
『 비밀의 열쇠 코코타마!』, 『 코코타마 찾자, 찾았다! 』
2018년 9월 19일 발매.
『 코코타마 타운에서 생긋생긋★ 』
2019년 4월 24일 발매. TV판 미수록의 『 코콘 포이포이 코콧타마!』을 동시 녹화.

## 방송국

### 일본 국내
| 방송 기간                                                                                    | 방송 시간          | 방송국                | 대상 지역             | 비고   |
| -------------------------------------------------------------------------------------------- | ------------------ | --------------------- | --------------------- | ------ |
| 2018년 9월 6일 - 2019년 9월 26일                                                             | 목요일 17:55-18:25 | TV 도쿄               | 관동 광역권           | 제작사 |
|                                                                                              |                    | TV 홋카이도           | 홋카이도              |        |
|                                                                                              |                    | TV 아이치             | 아이치현              |        |
|                                                                                              |                    | TV 오사카             | 오사카부              |        |
|                                                                                              |                    | TV 세토우치           | 오카야마 현·카가와 현 |        |
|                                                                                              |                    | TVQ규슈 방송 → 텔레 Q | 후쿠오카현            |        |
| 2018년 9월 8일 - 2019년 9월 28일                                                             | 토요일 4:50-5:20   | 중국 방송             | 히로시마현            |        |
|                                                                                              | 토요일 5:30-6:00   | 센다이 방송           | 미야기현              |        |
|                                                                                              |                    | TV 시즈오카           | 시즈오카현            |        |
| 2018년 9월 9일 - 2019년 9월 29일                                                             | 일요일 5:20-5:50   | 나가노 아사히 방송    | 나가노현              |        |
| 2018년 9월 10일 - 2019년 9월 30일                                                            | 월요일 17:29-17:58 | BSTV 도쿄             | 일본 전역             |        |
| 2018년 9월 22일 - 2019년 10월 19일                                                           | 토요일 5:00-5:30   | 후쿠시마 방송         | 후쿠시마현            |        |
| 자막 방송및데이터 방송는 TV 도쿄 계열 6국만 실시. TV 도쿄에서는 제12화부터 자막 방송을 실시. |                    |                       |                       |        |

### 인터넷 전송
니코니코 동영상
2018년 9월 11일부터 송신 개시. 제1화만 12:00전송에서 상설 무료, 제2화 이후는 매주 화요일 12:00경신으로 1주일 이내에만 무료.생방송은 매주 화요일 21:00부터 실시.
YouTube
반다이 채널로 전달. 최신 이야기만 무료.
| TV 도쿄계열 목요일 17:55- 18:25 범위                           | TV 도쿄계열 목요일 17:55- 18:25 범위                               | TV 도쿄계열 목요일 17:55- 18:25 범위                                           |
| 이전 작품                                                      | 작품명                                                             | 다음 작품                                                                      |
| -------------------------------------------------------------- | ------------------------------------------------------------------ | ------------------------------------------------------------------------------ |
| 비밀♥비밀의 에그엔젤 코코밍 (2016년 4월 7일 ~ 2018년 6월 28일) | 반짝반짝 해피★ 열려라! 코코타마 (2018년 9월 6일 - 2019년 9월 26일) | 에그 카&GO!GO!아톰 [여기서부터는 『프리 스쿨 타임』 테두리] (2019년 10월 3일-) |

### 내용주
1. ↑  논 신용.
2. ↑  2018년9월 24일방송 회의까지는 BS재팬.

### 참조주
1. 1 2  “『 열려라! 코코타마 하우스 시리즈 』 2018년 9월 8일(토)발매” (PDF). 반다이. 2018년 6월 7일. 2018년 6월 8일에 확인함.
2. 1 2  “9월 시작의 새 애니메이션" 열려라! 코코타마"발표, 7월부터는 "비밀의 "걸작선 방송”. 코믹 나탈리. 2018년 6월 7일. 2018년 6월 8일에 확인함.
3. ↑  “『 반짝반짝 해피★ 열려라! 코코타마 』 새 프로그램 발표회 공식 보고서가 도착! 타카하시 미나미 씨, 이세 마리야 씨가 등단했으며, 미나세 이노리씨 등 출연 성우도 발표”. 애니메이트 타임스. 2018년 6월 7일. 2018년 6월 8일에 확인함.
4. ↑  스기에 유우카 (2019년 4월 24일). “[인터뷰]ERIKA× 마사키 카오루"여러분으로부터 받는다"마음"은 모두 소중하다"노래를 통해서 언급한 순수한 마음”. 《rankingbox》. 포니캐년. 2019년 6월 27일에 원본 문서에서 보존된 문서. 2019년 6월 27일에 확인함.
5. ↑  “데이터 방송 반짝반짝 해피 열려라! 코코타마”. 2018년 10월 18일에 원본 문서에서 보존된 문서. 2018년 10월 18일에 확인함. 다음 글자 무시됨: ‘텔레비전 도쿄 애니메이션 공식’ (도움말)
6. ↑  사이트 내 『 비밀의 열쇠 코코타마!』의 페이지보다.]
7. ↑  사이트 내 『 코코타마 타운에서 생긋생긋★ 』의 페이지보다.
8. ↑  “방송국 정보”. 《반짝반짝 해피★ 열려라! 코코타마 TV 도쿄 애니메이션 공식》. TV 도쿄. 2019년 5월 11일에 원본 문서에서 보존된 문서. 2019년 5월 11일에 확인함.
9. ↑  채널 반짝반짝 해피★ 열려라! 코코타마[깨진 링크(과거 내용 찾기)]
10. ↑  YouTube·반다이 채널